# 130071 Claudebrunet
130071 Claudebrunet è un asteroide della fascia principale. Scoperto nel 1999, presenta un'orbita caratterizzata da un semiasse maggiore pari a 2,5740205 UA e da un'eccentricità di 0,2634134, inclinata di 12,79953° rispetto all'eclittica.